# Strzelno (województwo dolnośląskie)
Strzelno – wieś w Polsce położona w województwie dolnośląskim, w powiecie zgorzeleckim, w gminie Pieńsk.

## Położenie
Strzelno to mała wieś leżąca na Pogórzu Izerskim, w północno-wschodniej części Równiny Zgorzeleckiej, na wysokości około 205–215 m n.p.m.

## Podział administracyjny
W latach 1975–1998 miejscowość położona była w województwie jeleniogórskim.

## Demografia
Według Narodowego Spisu Powszechnego (III 2011 r.) liczyło 127 mieszkańców. Jest najmniejszą miejscowością gminy Pieńsk.